# Bohra Da'udí

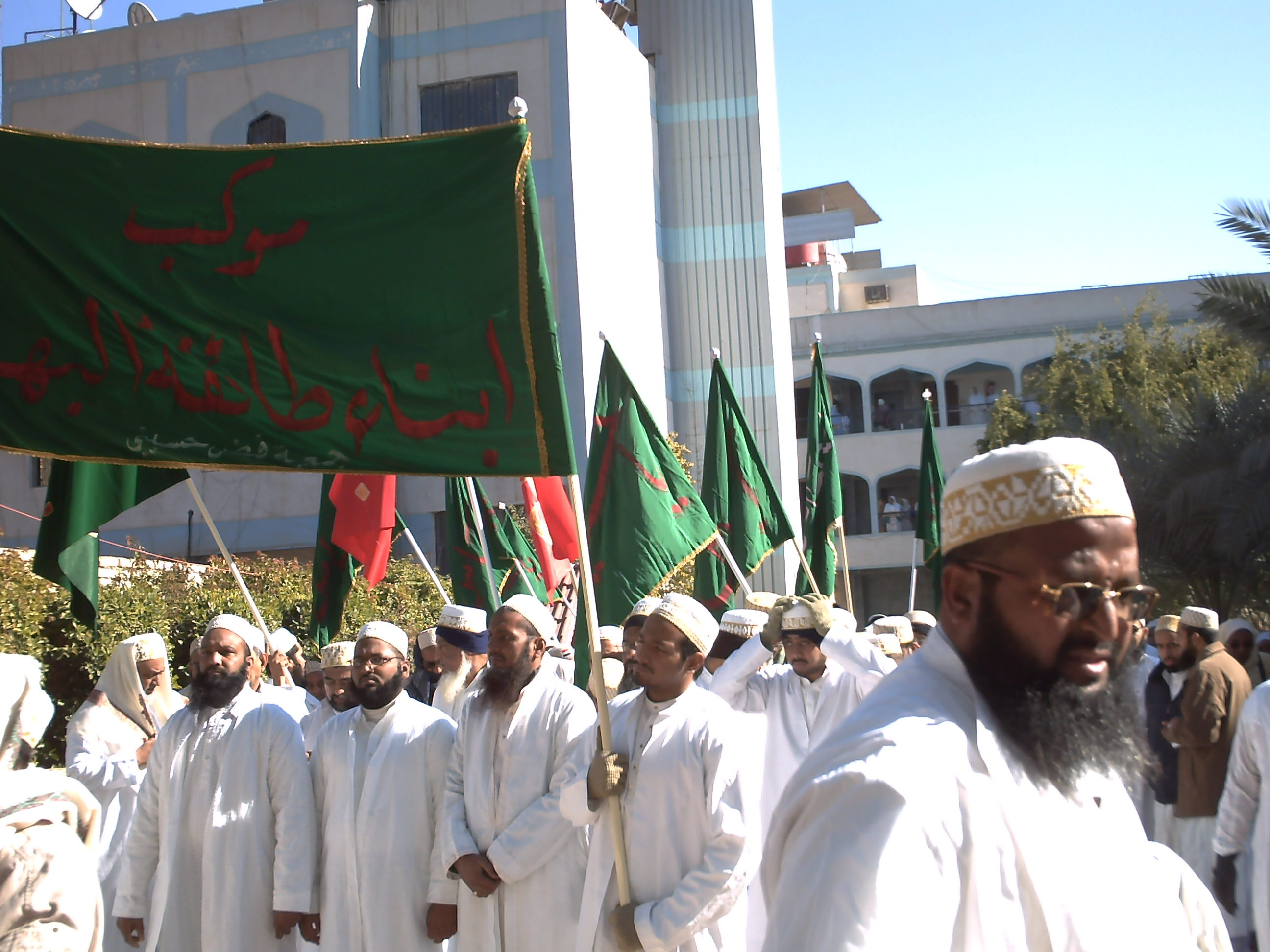
Miembros de la secta Bohra Da'udí con sus atuendos característicos.

Bohra Da'udí (en inglés: Dawoodi Bohra) es una secta dentro de la rama ismailita del Islam Chiita. Los mayores grupos de personas de la facción Bohra Da'udí residen en India, Pakistán, Yemen y el este de África. También hay cantidades significativas viviendo en Europa, América del Norte, sureste de Asia y Australia. Se estima que la cantidad total de practicantes a nivel mundial es de aproximadamente un millón.
Los Bohras Da'udíes practican una especie de Islam Chiita tal como fue enunciado por el imanazgo fatimí en el Egipto medieval. Ellos rezan tres veces por día, concurren a Zuhr y Asr los rezos de la tarde, y realizan las dos plegarias vespertinas Magrib e Isha. Ayunan durante el mes de Ramadán, realizan el Hach y la Umrah y dan Zakat. Siendo los Bohras Da'udíes ismailitas y por lo tanto ya'afaríes, fueron incluidos como musulmanes en el Mensaje de Ammán, mensaje que no está exento de algunas críticas.
En todos los aspectos relacionados con el rezo, la vestimenta, el comportamiento físico y hasta evitar el interés financiero, son extremadamente conservadores. A la vez, ellos son proclives a adoptar todo otro aspecto de las culturas modernas y occidental que no se encuentre específicamente prohibido. Lejos de presentar comportamientos antioccidentales que a veces se observan en otros grupos tradicionales, los Bohras envían con orgullo a sus hijos a Gran Bretaña y Estados Unidos para recibir educación, son más proclives a una igualdad de géneros que la mayoría de las comunidades del subcontinente y han sido pioneros en el uso de internet al propugnar el establecimiento de una amplia congregación de alcance mundial usando las plataformas de comunicaciones modernas.

## Historia
Los Bohras Da'udíes son un subconjunto de los musulmanes. Sus orígenes se entroncan con los musulmanes da'udíes, taiyebíes, musta'líes, ismailitas y chiitas. : 1–4 

### Evolución de Bohra Da'udí a partir de otras sectas chiitas
La Bohra Da'udí es una secta chiita también denominada secta ismailita tayyabī musta'lī. Los ismailitas se escindieron de la rama principal actual de los chiitas Ithna Ashari en una disputa sobre la sucesión del Imán Ya‘far al-Sadiq. Los ismailitas consideraron que Isma‘il bin Ya‘far era su Imán mientras que los  Duodecimanos (chiitas Ithna Ashari) establecieron que su Imán era Musa Kazim bin Ya‘far al-Sadiq. Los ismailitas se subdividieron a su vez en Drusos y la rama principal del ismailismo a causa de una disputa de sucesión y posteriormente se dividieron nuevamente en las ramas nizarí y musta'alí. Los Bohras de la India se encuentran relacionados con los Fatimíes a través de la reina yemení Arwa desde la época del Imán Al-Mustánsir. La rama musta'alí a la cual los Bohras Da'udíes se adhieren continuó hasta el Imán número 21, Al-Tayyab, quien debió ocultarse. Su descendiente directo es considerado el Imán actual oculto. Mientras el Imán está oculto, el gobierno de la secta le ha sido conferido al Da'i al-Mutlaq (Vicegerentey). Otros grupos se han separado de los Bohras posteriormente a causa de la disputa de la sucesión del Da'i precedente.

## Teología

### Siete pilares
Los Bohras Da'udíes practican los Siete pilares del islam ismailita según la tradición del Dawat Fatimí: Walayah (guardián de la fe), Taharah (pureza), Salat (rezo), Zakat (limosna), Sawm (ayuno), Hach (peregrinaje a La Meca), y Yihad (esfuerzo en el camino de Dios).
- Los Bohras Da'udíes creen que la Walayah es el más importante de los siete pilares del Islam. Es el amor y la devoción a Dios, a través de su Imán Da'i, Wasi (Wali) Ali Nabi Muhammad.[9]
- Su interpretación de los pilares de Sawm, Hach y Yihad es similar a la de otras sectas islámicas, pero la forma en que los Da'udíes practican el salat y el zakat es diferente a la de otros grupos:

- El salat (rezo) según la tradición debe ser realizado cinco veces por día: Fazr, Zohr, Ashr, Magrib e Ishah. Zohr y Ashr se realizan en un período que se superpone, lo mismo que Magrib e Ishah. Por ello se los combina y los Bohras realizan estos cinco Salat en tres intervalos. Fazr por la mañana, Zohr y Ashr por la tarde, y Magrib e Ishah al anochecer, lo cual facilita el cumplir con las obligaciones que marca el credo.
- El zakat es realizado durante el mes del Ramzaan (Ramadán). Es organizado y recolectado por la autoridad principal Dawat–e Hadiyah de cada miembro de la comunidad. A aquella familia bohra que se niega a pagar Zakat se le niega la participación en los servicios religiosos.
Tal como la mayoría de los musulmanes chiitas, los Bohras incluyen Aliyun waliallah a su profesión de fe (kalema‐tut‐ sahadat). Los Bohras Da'udíes utilizan las versiones del azaan (llamado a la oración) y shahada común a otros Mustaalíes, las cuales incluyen una mención a Ali.

### Qardhan Hasana
El islam prohíbe la usura (riba) y el interés financiero; los Bohras Da'udíes practican el principio de Qardhan hasana (créditos sin interés).  Se han creado numerosos esquemas de provisión de fondos que cumplen con el principio de Qardhan hasana, muchos operan al nivel jamaat local y otros operan a nivel nacional en diversos países. Los fondos son obtenidos a partir de las contribuciones de miembros individuales pero el monto principal proviene del Da'i-al-Mutlaq. (En el 2014, Mufaddal Saifuddin donó más de Rs. 103.50 crore (1035 millones de rupias de India).

### Mithaq
El rito central de iniciación de los Bohras es el mithaq, que es el único ritual importante exclusivo de la denominación. Esta ceremonia, es obligatoria para cada Bohra que desea formar parte de la comunidad, es un pacto entre el creyente y Dios, realizado a través de su wali. Además de detallar los deberes que un creyente debe a Allah, incluye un juramento de lealtad: un voto para aceptar la guía espiritual de Syedna de todo corazón y sin reservas.
El juramento inicial del mithaq se toma cuando se considera que un niño ha alcanzado la madurez: comúnmente, trece años para las niñas, catorce o quince para los niños. Durante la pubertad temprana, un niño será llevado por sus padres a una entrevista con el amil local. El amil le hace a los jóvenes una serie de preguntas sobre la fe bohra, y solo después de proporcionar las respuestas adecuadas, el niño es aceptado para realizar el mithaq.
En el decimoctavo día del mes islámico de zyl-Hajj, cada congregación bohra renueva juntos sus votos de mithaq. La ceremonia se lleva a cabo en esta fecha porque (según la tradición chiita) fue en el decimoctavo día de zyl-Hajj en el año 23 AH que el profeta Muhammad y su yerno Ali recibieron el juramento de mithaq de 70 000 nuevos musulmanes en Ghadir Khumm en el camino de La Meca a Medina. Se dice que el juramento responde a un versículo del Corán: "Dios compró a todos los fieles sus almas y sus propiedades en consideración al Paraíso."